# Centrale de la Christine
La centrale de la Christine est une petite centrale hydroélectrique installée au fil de l'eau sur une dérivation de l'Arc, sur la commune d'Argentine en Savoie. C'est un bâtiment tout en hauteur avec de grandes baies vitrées et un sol carrelé dans un damier noir et blanc caractéristique de l'architecture industrielle de l'époque.

## Evolution
La centrale a été construite à l'initiative de la Société française de fonderies et aciéries électriques qui cherchait à couvrir les besoins en électricité de son usine locale située de l'autre côté de la rivière dans le hameau de Pouille. Le projet qui comprenait également un petit barrage et un canal d'amenée des eaux est approuvé le 23 décembre 1918. Après plusieurs interruptions dans les travaux et des changements dans la législation et les plans, la centrale est finalement achevée en 1930.
Elle est alors équipée de deux turbines Kaplan, bien adaptées aux faibles hauteurs de chute et produites à Genève à l'Atelier des Charmilles. À l'époque, c'était une technologie toute récente dont la fiabilité n'avait pas encore été prouvée. Les turbines d'un diamètre de 2250 mm étaient conçues pour un débit de 45 m³/s. Elles tournent à 187 tr/min pour entrainer des alternateurs Alsthom de 1250 kW.
Vers la fin de la deuxième guerre mondiale, le 15 mai 1944 à 22h30, des explosifs sont introduits dans les machines et enflamment également des bidons d'huile. La centrale ne recommença à fonctionner que le 8 septembre 1945, avec une seule machine, et intégralement à partir de novembre 1946. Plusieurs années plus tard, l'alternateur est endommagé par la foudre.
À partir de 1979, la dérivation d'une grande partie de l'eau de l'Arc en amont vers le bassin du Flumet de la nouvelle station de transfert d'énergie par pompage du Cheylas prive la Christine d'une part importante de ses ressources hydrauliques. En conséquence, par manque de rentabilité, l'entreprise Pechiney Electrométallurgie héritière de l'usine de la Pouille rend à l'Etat sa concession pour la centrale au début des années 2000.
Au vu de la qualité de l'écosystème humide créé par le barrage, l'Etat décide de préserver les installations et accorde en 2012 une concession de 40 ans à EREMA qui la transmet rapidement à la société Cayrol International en raison de l'ampleur des travaux imposés quant à l'environnement et à la sécurité. Le barrage, avec ses trois vannes de 16 m de large, comporte depuis lors une échelle à poissons composée de 20 bassins et une centrale Christine B chargée de turbiner l'eau du débit réservé au cours naturel de l'Arc. Dans l'ancienne centrale Christine A, les machines sont alors adaptées à la réduction des débits et un alternateur Alsthom est remplacé par un alternateur PMGA à aimants permanents de 400 kW. La rénovation a pris fin en 2015,.